# ولید عباس
ولید عباس (عربی: وليد عباس؛ زاده ۱۱ ژوئن ۱۹۸۵) یک بازیکن فوتبال اهل امارات متحده عربی است.
وی همچنین در تیم ملی فوتبال امارات متحده عربی بازی کرده‌است.

## زندگي شخصی
ولید عباس زاده ۱۱ ژوئن ۱۸۸۵ در امارات میباشد، اما وی اصالتا ایرانی می باشد. 